# دوازدهمین جشن سینمای ایران
دوازدهمین دوره جشن خانه سینمای ایران در تاریخ بیست‌ و پنجم شهریور ماه ۱۳۸۷ برگزار شد.

## تعداد نامزدها و برنده‌ها
فیلمهایی که در چند رشته کاندیدای دریافت تندیس بودند:
| فرزند خاک           | ۱۲ |
| خاک‌آشنا             | ۱۲ |
| دعوت                | ۱۰ |
| کتاب قانون          | ۷  |
| صد سال به این سال‌ها | ۶  |
| خواب لیلا           | ۴  |
| در میان ابرها       | ۳  |
| دیوار               | ۳  |

فیلمهایی که موفق به دریافت چند تندیس شدند:
| فرزند خاک | ۶ |
| خاک‌آشنا   | ۴ |

## جوایز[۲][۳][۴][۵]
| تندیس بهترين فيلم - سید احمد میرعلایی – فرزند خاک - فتح‌الله جعفری جوزانی – باد در علفزار می‌پیچد - بهمن فرمان‌آرا – خاک‌آشنا - محمد پیرهادی – دعوت - هارون یشایایی – دیوار                                        | تندیس بهترين کارگردانی - بهمن فرمان‌آرا – خاک‌آشنا - رضا میرکریمی – به همین سادگی - ابراهیم حاتمی‌کیا – دعوت - محمدعلی طالبی – دیوار - محمدعلی باشه‌آهنگر – فرزند خاک                                                      |
| تندیس بهترين بازیگر زن - گوهر خیراندیش – دعوت - دارین حمزه – کتاب قانون - مریلا زارعی – دعوت - الناز شاکردوست – در میان ابرها - فاطمه معتمد‌آریا – صد سال به این سال‌ها                                          | تندیس بهترين بازیگر مرد - خسرو شکیبایی – ستاره بود - صابر ابر – دایره زنگی - عزت‌الله انتظامی – ستاره می‌شود - پرویز پرستویی – کتاب قانون - علی شادمان – زمانی برای دوست داشتن                                           |
| تندیس بهترين بازیگر زن نقش مکمل - مهتاب نصیرپور – فرزند خاک - نگار جواهریان – کتاب قانون - نیکو خردمند – خاک‌آشنا - فریده سپاه‌منصور – کتاب قانون - رویا نونهالی – خاک‌آشنا                                       | تندیس بهترين بازیگر مرد نقش مکمل - بابک حمیدیان – ریسمان باز - امیر آقایی – زن دوم - حامد بهداد – حس پنهان - داوود فتحعلی‌بیگی – کتاب قانون - رضا کیانیان – همیشه پای یک زن در میان است                                 |
| تندیس بهترين فیلمنامه - محمدعلی باشه‌آهنگر، محمدرضا گوهری – فرزند خاک - رضا میرکریمی، شادمهر راستین – به همین سادگی - ابراهیم حاتمی‌کیا، چیستا یثربی – دعوت - اصغر فرهادی – دایره زنگی - بهمن فرمان‌آرا – خاک‌آشنا | تندیس بهترين موسیقی متن - کارن همایون‌فر – خاک‌آشنا - محمدرضا علیقلی – دعوت - آریا عظیمی‌نژاد – فرزند خاک - محمدرضا علیقلی – کتاب قانون - کارن همایون‌فر – صد سال به این سال‌ها                                             |
| تندیس بهترين فيلمبرداری - علیرضا زرین‌دست – فرزند خاک - مرتضی پورصمدی – آتش سبز - محمود کلاری – خاک‌آشنا - تورج منصوری – دعوت - محمود کلاری – صد سال به این سال‌ها                                                | تندیس بهترين تدوین - عباس گنجوی – خاک‌آشنا - حسن حسندوست – دیوار - مهدی حسینی‌وند – فرزند خاک - محمدرضا مویینی – کتاب قانون - محمدرضا مویینی – صد سال به این سال‌ها                                                       |
| تندیس بهترين چهره‌پردازی - مهین نویدی – صد سال به این سال‌ها - مهرداد میرکیانی – خاک‌آشنا - مهرداد میرکیانی – در میان ابرها - محسن بابایی – فرزند خاک - مهین نویدی – دعوت                                         | تندیس بهترين طراحی صحنه و لباس - ژیلا مهرجویی، شعله نواب‌تهرانی – آتش سبز - ایرج رامین‌فر – پرچم‌های قلعه کاوه - فرهاد ویلکیجی – خاک‌آشنا - ایرج رامین‌فر – خواب لیلا - عباس بلوندی – فرزند خاک                             |
| تندیس بهترین صدابرداری - عباس رستگارپور – فرزند خاک - احمد صالحی – باد در علفزار می‌پیچد - حسن زاهدی – خاک‌آشنا - حسین بشاش – در میان ابرها - مهران ملکوتی – دعوت                                                | تندیس بهترین صداگذاری و میکس - محمدرضا دلپاک، رضا نریمی‌زاده – خاک‌آشنا - مسعود بهنام – خواب لیلا - محسن روشن – دعوت - محمود موسوی‌نژاد – ستاره می‌شود - علیرضا علویان – صد سال به این سال‌ها - محمود موسوی‌نژاد – فرزند خاک |
| تندیس بهترین جلوه‌های ویژه بصری - امیر سحرخیز – خواب لیلا (دیپلم افتخار) - علاالدین پژهان – آن مرد آمد | تندیس بهترین جلوه‌های ویژه میدانی - داود رسولیان – فرزند خاک - محمدجواد شریفی‌راد – آن مرد آمد - محسن روزبهانی – خواب لیلا                                                                                               |